# Spillimacheen (rivière)
Pour les articles homonymes, voir Spillimacheen.
La Spillimacheen (Spillimacheen River) est un cours d'eau de 118 kilomètres dans la province de Colombie-Britannique au Canada. Il se jette dans le fleuve Columbia.